# Bent Hesselmann
 Ikke at forveksle med Bengt Hesselman.
Bent Hesselmann (født 20. februar 1939, død 27. oktober 2024) var en dansk musiker, der spillede saxofon, fløjte og piano, og var autodidakt på de sidste to instrumenter. Han var uddannet lærer og etnograf og som tegner og maler. Indenfor musik havde han uddannelser i musikteori, computermusik og arrangement.
Fra 1994 - 2010 medlem af bestyrelsen i Danske Populærautorer, hvor han som formand for DPA Jazz indstiftede komponistkonkurrencen "Årets Danske Jazzkomponist under 30" Medlem af KODAs Musikfaglige udvalg siden 1994. Sad i Dansk MIC fra 1994 til 2003.
Som musiker spillede Hesselmann bl.a. sammen med N.J. Steens Quartet – Max Brüels Quintet, Jørgen Borchs Quintet, Hugh Steinmetz Big Band (muligvis denne Cadentia Nova Danica), The Maxwells, Beefeaters, Søren Kragh Jacobsens Biorytmer Young Flowers, Alrune Rod og Midnight Sun.
Som komponist startede Hesselmann med at komponere for The Maxwells, og siden blev det til 450 – 500 sange og melodier til teater, film og orkester.
Som musiker medvirkede Hesselmann på 40 – 50 LPer med bl.a. The Maxwells, Niels Viggo Bentzon, Alrune Rod, Young Flowers, Midnight Sun – Hæs og Blæs- John Tchicai, Bifrost, Savage Rose og Peter Thorup.Søren Kragh Jacobsen, samt med en del mindre kendte udenlandske grupper, som Throbrut og Wolf Biermann med flere.
Hesselmann arbejdede med manuskripter for filmselskaber og skrev sangtekster til bl.a. Midnight Sun og Lone Kellermann.
Hesselmann var skuespiller og instruktør med "Natholdet" , Det Lille Teater" og "Helsingborg Stadsteater"
Sammen med Lasse Lunderskov udgav han "Beat Guitar" (Aschehoug) og "Bogen om Elinstrumenter" (Politiken)